# Koniec kryzysu
Koniec kryzysu – czwarty studyjny album grupy muzycznej Pustki. Album został wydany 17 października 2008. Jest to pierwsza płyta po odejściu współzałożyciela zespołu i wokalisty/basisty Janka Piętki, główny wokal objęła Barbara Wrońska a basistą został Szymon Tarkowski.
Utwory powstawały przez około 2 lata, najstarszym jest Senty menty. Powstał on na przełomie 2003 i 2004. Autorem większości tekstów jest Radek Łukasiewicz a muzyki Barbara Wrońska. Album został wydany w formie książeczki z tekstami, zdjęciami oraz opiniami wykonawców o danym utworze. 
Okładką albumu jest niezatytułowany obraz Rafała Bujnowskiego z 2002.

## Lista utworów
1. Senty menty - 3:42
2. Parzydełko - 4:15
3. Nie tak miało być - 3:04
4. Jesień (przyszło mi zwariować) - 3:46
5. Pomyłka - 4:10
6. Chcę zrozumieć źle - 1:43
7. Nuda - 4:16
8. Czerwona fala - 4:43
9. Nie zgubię się w tłumie - 3:21
10. Niezdrowy rozsądek - 4:56
11. Żałobniki wynocha - 4:32
12. Zawracanie głowy - 4:16
13. Atrament - 2:28

Bonus
1. Koniec kryzysu - 3:37
2. Koniec kryzysu (teledysk koncertowy)

## Single
- Parzydełko
- Nie zgubię się w tłumie
- Niezdrowy rozsądek

## Twórcy
Pustki
- Barbara Wrońska - śpiew, pianino, Juno-6, Rhodes, harmona,
- Radek Łukasiewicz - gitary, śpiew, e-bow, tamburyn, automaty perkusujne,
- Grzegorz Śluz - perkusja, grzechotka
- Szymon Tarkowski - bas

Gościnnie w utworach Jesień (przyszło mi zwariować) i Atrament:
- Dawid Lubowicz - skrzypce
- Anna Szalińska - skrzypce
- Magdalena Małecka - altówka
- Olga Łosakiewicz-Marcyniak - wiolonczela
- Tomasz Januchta - kontrabas